# 裝甲姬 Baldr Fist
《裝甲姬 Baldr Fist》是戲畫TEAM BALDRHEAD小組製作的十八禁戀愛冒險+動作遊戲，「BALDR系列」的第二作，世界觀的設定是上一作《BALDRHEAD 武裝金融外傳》的兩年前。於1999年12月10日發售，使用平台是個人電腦。
動作遊戲系統方面，在當年的十八禁遊戲算是上作，但故事劇本被批評為十分薄弱。

## 遊戲形式
遊戲分為ADV及ACT兩部份。

### ACT系統
- 移動：數字鍵上的「8」、「2」、「4」、「6」，分別為向上、下、左、右移動。
- 高速移動：連按上述的按鈕兩下，移動速度可以更快。
- 衝刺：預設鍵為數字鍵上的「5」，正面地高速衝向最近的敵人。
- 攻擊：預設鍵為「Z」、「X」、「C」，根據和敵人距離的遠近、高速移動或衝刺的狀態，可使出十二種不同的已裝備的武器（武器可於戰鬥前更換）。

## 角色介紹
美奈子·卡斯伯特（配音員：飯田空）
不顯眼的成熟女性，20歲。
機械人名稱：金剛
珊蒂（配音員：山口惠）
由野狼養育長大的少女，18歲。不時會模仿狼的嚎叫。
機械人名稱：
修女蘿拉（配音員：樹理翼）
住在教會19歲的修女。
機械人名稱：聖 Mark Fass
安妮（配音員：日比野朱里）
凡妮莎（配音員：西川悠理）
葵（配音員：櫻巳真胡）

## 主題曲
作詞、作曲、編曲：山中由紀子
演唱：麻紀子
和音：Tom Muranishi

## 外部連結
- 戯画（页面存档备份，存于）（年齡限制）（日語）
- Getchu.com 作品紹介 裝甲姬 Baldr Fist（页面存档备份，存于）（日語）